# Gabriel Biel

Wendelin Stambach, Supplementum commentarii, 1574

Gabriel Biel (* vor 1410 in Speyer; † 29. November 1495 in Einsiedel bei Tübingen), scholastischer Philosoph, seit 1484 Professor der Philosophie und Gründungsmitglied der Universität Tübingen. Von seinen Zeitgenossen der „letzte Scholastiker“ genannt, führte er den Nominalismus Wilhelms von Ockham zu systematischer Entwicklung fort und übte über den Augustiner-Regens Johannes August Ernst Nathin auf Luther und Melanchthon großen Einfluss aus.

## Hintergründe und Historische Lage
Eine Beendigung des abendländischen Schismas erfolgte erst beim Konzil zu Konstanz in den Jahren von 1414 bis 1418, es setzte alle drei Päpste ab und wählte ein neues, von allen anerkanntes römisches Oberhaupt. Aber die Entscheidungsträger des Konzils wollten nicht nur das Schisma beenden und damit die Römisch-katholische Kirche reformieren, sondern auch die ketzerischen Häresien endgültig eradizieren.
Die Ablösung der traditionellen, von den platonisch beeinflussten Ansichten des Kirchenvaters Augustinus geprägten Theologie und Philosophie durch den Aristotelismus.
Die geschichtliche Entwicklung der Scholastik hing mit der Verlagerung der Wissensvermittlung von der klösterlichen Enklave hinaus in die Städte des Hochmittelalters zusammen. 
Denn gegen Ende des 12. Jahrhunderts und im Laufe der ersten Hälfte des 13. Jahrhunderts wurde ein umfassender Fundus an Werken des Aristoteles, nebst zahlreicher Kommentare griechischer, jüdischer und arabischer Denker, in lateinischer Übersetzung bekannt. Mit diesen Werken setzte sich eine rationale Philosophie als Alternative zu einer Theologie durch, die sich auf die Auslegung der Bibel und die Kirchenväter gründete. 
Wilhelm von Ockham († 1347) wurde zum Vorkämpfer einer neuen Auffassung, die vereinzelt schon im 11. Jahrhundert in etwas anderer Form vertreten worden war. Sie radikalisierte die aristotelische Kritik an der Ideenlehre Platons, indem sie den Ideen (Universalien) keinerlei wirkliche Existenz zubilligte (Nominalismus oder nach anderer Terminologie Konzeptualismus). Diese Auffassung war mit der katholischen Trinitätslehre unvereinbar. Der dadurch ausgelöste Universalienstreit zwischen Nominalisten/Konzeptualisten und Universalienrealisten (Platonikern) wurde zu einem Hauptthema der Scholastiker.

## Leben

Commentarii doctissimi in quatuor Sententiarum libros, 1574

### Frühe Jahre und universitäre Ausbildung
Biel entstammte wahrscheinlich einer gut situierten Handwerker- oder Handelsfamilie, die ursprünglich in Heidelberg ansässig war. Zunächst war er vor dem Jahre 1432 primissarius (Frühmeßner)  an der Kapelle der Zehntausend Märtyrer, der Sankt Peterskirche zu Speyer, Gabriel Bihel, primissarius altaris X milium martirum in capella s[ancti] Petri Spyrensi tätig. Als er im Sommersemester 1432 die Universität bezog, war er als Frühmesser bereits zum Priester geweiht. Er müsste also, im Hinblick auf diese Ordination, etwa 1408 geboren worden sein.
Gabriel Biel studierte in Heidelberg (immatrikuliert am 13. Juli 1432, Baccalarius am 21. Juli 1435) und Erfurt (immatrikuliert zu Ostern 1451). Am 25. Mai 1453 wurde er an der alten Universität Köln aufgenommen.

### Zeit als Propst und Hochschullehrer
Nach einer Zeit als Domprediger am Hohen Dom zu Mainz (1457 bis 1466) wurde er zunächst Propst des Brüderhauses St. Markus in Butzbach. Den Brüdern vom gemeinsamen Leben (auch „Kugelherren“ genannt) blieb Biel zeitlebens verbunden. Beeinflusst von Biel berief Eberhard III. von Eppstein-Königstein († 1475) 1466 die Brüder vom gemeinsamen Leben nach Königstein im Taunus. 
1479 wurde er zum Propst der Kirche in Urach ernannt. Graf Eberhard im Bart von Württemberg berief ihn 1476 zur Mitarbeit an der Kirchenreform in seinem Land. Biel beteiligte sich an der Gründung der Universität Tübingen (1477). Dort wurde er am 22. November 1484 auf den ersten Lehrstuhl der via moderna berufen und blieb bis zu seinem Tod das prominenteste Mitglied seiner Fakultät. 1485 und 1489 war er Rektor der Universität. Wendelin Steinbach und sein Bruder gingen mit ihrem Propst Biel nach Württemberg und gehörten ebenfalls dem dortigen Stiftskapitel an.
1492 wurde Biel auf besonderen Wunsch von Graf Eberhard von Württemberg Leiter des neugegründeten Brüderhauses St. Peter auf dem Einsiedel bei Tübingen, wo er 1495 starb und auch begraben wurde.

## Literarisches Schaffen und Gedanken
Sein erstes Buch behandelte den Kanon der katholischen Messe. Sein zweites und wichtigstes Werk ist ein Kommentar zu den Sentenzen des Petrus Lombardus. Obwohl er sich hierin ausdrücklich auf Wilhelm von Ockham beruft, erweisen seine letzten drei Bücher Biel doch eher als Scotist denn als Nominalist. Seine theologischen Schriften wurden wiederholt auf dem Trienter Konzil zu Rate gezogen.
Biel lebte in einer Epoche des Übergangs. Sein Denken weist folglich Merkmale zweier intellektueller Zeitalter auf und steht zwischen spätem Mittelalter und früher Neuzeit. Er erkannte beispielsweise die höchste Autorität des Papstes an, postulierte aber, wie viele Theologen seiner Zeit, die Überlegenheit allgemeiner Konzile zumindest insofern, als diese berechtigt seien, den Papst abzusetzen.
Wichtige Thesen Biels sind:
1. Alle Gewalt des Kirchenrechts, sogar die der Bischöfe, ist mittelbar oder unmittelbar vom Papst abgeleitet. Seine Verteidigung des Diether von Ysenburg auf der Basis dieses Arguments brachte ihm den Dank des Papstes Pius II. ein.
2. Die Vollmacht, die Absolution zu erteilen, ist dem Priesterstand inhärent.
3. Wer die Taufe spendet, braucht nur die Absicht zu haben, das zu tun, was die Gläubigen (also die Kirche) damit meinen.
4. Der Staat darf Juden, Ungläubige und deren Kinder nicht zwingen, sich taufen zu lassen.
5. Ein Contractus trinus (Versuch, das kirchliche Zinsverbot zu umgehen, indem durch Koppelung eines Gesellschaftsvertrages mit zwei Versicherungsverträgen eine feste Gewinnbeteiligung und die Rückgabe des geliehenen Betrages vereinbart wurden) ist moralisch gerechtfertigt.

Auf dem Gebiet der Nationalökonomie entwickelte Biel sehr fortschrittliche Ideen. Ausgehend von der Frage nach dem gerechten Preis eines Gutes definiert Biel diesen als bestimmt vom Bedarf an einem Gut, von dessen Seltenheit und vom Aufwand zu seiner Produktion. Biel sieht im Handel nichts Verwerfliches, sondern hält ihn für etwas Gutes an sich und gesteht dem Kaufmann einen Lohn zu, da er die Arbeit, das Risiko und die Ausgaben tragen müsse. Man findet diese Thesen in seinem Sentenzenbuch. Er schrieb ein eigenes Werk über die Währung, Ein wahrhaft goldenes Buch, in dem er die Münzverfälschung durch die Fürsten als unehrenhafte Ausbeutung des Volkes verurteilte. Im gleichen Buch tadelt er in ernster Form auch diejenigen Herrscher, die das Allmenderecht an Wald, Weide und Wasser einschränkten, willkürlich die Steuerlasten erhöhten und beschwert sich über die reiterlichen Vergnügungen junger Adeliger, die die Äcker der Landbevölkerung leichtsinnig verwüsten. Steuerpolitik und Zinsverbot stellten auch für die späteren Reformatoren (Luther, Zwingli) wichtige Probleme dar.
Von besonderer Bedeutung für das Verständnis von Gabriel Biels Rechtfertigungslehre sind die Gedanken, die er in seinen Predigten (Sermones, 1485) entwickelte. Sie stellen eine wichtige eigenständige Leistung Biels dar, bieten eine Zusammenfassung der spätmittelalterlichen Theologie vor Einsetzen der Reformation und beeinflussten die nachfolgende Generation der Theologen nachhaltig.
Sein literarischer Nachlass gelangte mit seinem Schüler Wendelin Steinbach nach Butzbach und befindet sich heute in der Universitätsbibliothek Gießen.

## Werke
- Epitoma Expositionis sacri canonis Missae. Konrad Hist, Speier ca. 1500. (Digitalisat)
- Sacri canonis Missae expositio resolutissima literalis et mystica („Gründliche wörtliche und mystische Auslegung des heiligen Meßkanons“). Basel 1510 (digital)
- Inuentarium seu Repertorium generale. 1514 (Digitalisat)
- Epitome expositionis canonis Missae („Kurzfassung der Auslegung des Meßkanons“). Antwerpen 1565
- Sermones („Predigten“). Augsburg 1519/20 (digital)
- Collectorium sive epitome in magistri sententiarum libros IV („Sammelband bzw. Kurzfassung zu den vier Büchern des Sentenzenmeisters“). Brixen 1574
- Tractatus de potestate et utilitate monetarum („Abhandlung von der Macht und dem Nutzen der Währungen“). Oppenheim ca. 1515 (digital)